# Sassport Boezinge
Sassport Boezinge is een Belgische voetbalclub uit Boezinge. De club is aangesloten bij de KBVB met stamnummer 5544 en heeft oranje en zwart als kleuren.

## Geschiedenis
Reeds voor de Tweede Wereldoorlog speelde in Boezinge in Pilkem de voetbalclub Eendracht Boezinge of Eendracht Pilkem. De club was aangesloten bij de Belgische Voetbalbond. Brouwer Karel Leroy van Brouwerij Het Sas was voorzitter. De club kon begin jaren 50 haar bijdragen aan de voetbalbond niet meer betalen en werd geschrapt.
In 1952 richtte men een nieuwe club op, Sassport Boezinge, en men sloot zich weer aan bij de Belgische Voetbalbond onder stamnummer 5544. Boezinge ging er van start in de laagste provinciale reeksen, Derde Provinciale. De eerste voorzitter werd Pierre Vanden Branden. Ook burgemeester Roger de Thibault de Boesinghe werd lid van het clubbestuur. In 1954 overleed voorzitter Vanden Branden op het veld tijdens een thuiswedstrijd. Hij werd opgevolgd door Adolf De Grande, die meer dan vier decennia voorzitter zou blijven. Toen er een vierde provinciale niveau werd gecreëerd kwam Boezinge in deze laagste reeksen terecht. Halverwege de jaren 70 werd een echte jeugdwerking op poten gezet. In 1978 werd Sassport Boezinge een vzw. De club ging ondertussen op en neer tussen de laagste provinciale niveaus.
In 1995 werd Luc Desomer voorzitter. In 1995/96 haalde men in Derde Provinciale de eindronde, maar men kon er geen promotie afdwingen. In 1999 werd men uiteindelijk kampioen in Derde en Sassport promoveerde zo naar Tweede Provinciale. Ook daar deed de club het goed en in 2002 mocht men daar dankzij een periodetitel deelnemen aan de eindronde. Boezinge won er de finale tegen KSV Jabbeke en stootte zo voor het eerst door naar Eerste Provinciale. Dat jaar vierde de club ook haar 50-jarige bestaan en werd koninklijk.
In 2013 eindigde Sassport als vierde en haalde het een plaats in de eindronde. Sassport won er eerst van KSK Oostnieuwkerke en won op 13 mei de finale van VG Oostende. Door deze eindrondewinst promoveerde de club voor het eerst in haar bestaan naar de nationale reeksen.

## Resultaten
| Seizoen | Klasse | Klasse | Klasse | Klasse | Klasse | Klasse | Reeks                                                    | Punten                                                   | Opmerkingen                                                                               |
|         | I      | I      | II     | III    | IV     | P.I    |                                                          |                                                          |                                                                                           |
| ------- | ------ | ------ | ------ | ------ | ------ | ------ | -------------------------------------------------------- | -------------------------------------------------------- | ----------------------------------------------------------------------------------------- |
| 2004/05 |        |        |        |        |        | 9      | Eerste prov. W-Vl                                        | 39                                                       |                                                                                           |
| 2005/06 |        |        |        |        |        | 5      | Eerste prov. W-Vl                                        | 49                                                       |                                                                                           |
| 2006/07 |        |        |        |        |        | 4      | Eerste prov. W-Vl                                        | 59                                                       |                                                                                           |
| 2007/08 |        |        |        |        |        | 2      | Eerste prov. W-Vl                                        | 65                                                       |                                                                                           |
| 2008/09 |        |        |        |        |        | 8      | Eerste prov. W-Vl                                        | 45                                                       |                                                                                           |
| 2009/10 |        |        |        |        |        | 2      | Eerste prov. W-Vl                                        | 68                                                       |                                                                                           |
| 2010/11 |        |        |        |        |        | 3      | Eerste prov. W-Vl                                        | 54                                                       |                                                                                           |
| 2011/12 |        |        |        |        |        | 9      | Eerste prov. W-Vl                                        | 45                                                       |                                                                                           |
| 2012/13 |        |        |        |        |        | 4      | Eerste prov. W-Vl                                        | 54                                                       | Promotie na winst in eindronde                                                            |
| 2013/14 |        |        |        |        | 10     |        | Vierde klasse A                                          | 38                                                       |                                                                                           |
| 2014/15 |        |        |        |        | 16     |        | Vierde klasse A                                          |                                                          | Degradatie                                                                                |
| 2015/16 |        |        |        |        |        | 10     | Eerste prov. W-Vl                                        | 41                                                       |                                                                                           |
|         | 1A     | 1B     | 1Nat   | 2Afd   | 3Afd   | P.I    | Vanaf 2016-17 zijn er 3 nationale en 2 regionale niveaus | Vanaf 2016-17 zijn er 3 nationale en 2 regionale niveaus | Vanaf 2016-17 zijn er 3 nationale en 2 regionale niveaus                                  |
| 2016/17 |        |        |        |        |        | 6      | Eerste prov. W-Vl                                        | 53                                                       |                                                                                           |
| 2017/18 |        |        |        |        |        | 13     | Eerste prov. W-Vl                                        | 30                                                       |                                                                                           |
| 2018/19 |        |        |        |        |        | 7      | Eerste prov. W-Vl                                        | 43                                                       |                                                                                           |
| 2019/20 |        |        |        |        |        | 12     | Eerste prov. W-Vl                                        | 25                                                       | seizoen vroegtijdig stopgezet wegens COVID-19-virus                                       |
| 2020/21 |        |        |        |        |        | -      | Eerste prov. W-Vl                                        | -                                                        | Seizoen geschrapt wegens COVID-19-virus                                                   |
| 2021/22 |        |        |        |        |        | 5      | Eerste prov. W-Vl                                        | 51                                                       |                                                                                           |
| 2022/23 |        |        |        |        |        | 3      | Eerste prov. W-Vl                                        | 64                                                       |                                                                                           |
| 2023/24 |        |        |        |        |        | 6      | Eerste prov. W-Vl                                        | 51                                                       |                                                                                           |
| 2024/25 |        |        |        |        |        | 2      | Eerste prov. W.-Vl.                                      | 67                                                       | Verlies in interprovinciale eindronde. Promotie door niet-degradatie van Jong Genk in 1B. |
| 2025/26 |        |        |        |        |        |        | Derde afdeling A                                         |                                                          |                                                                                           |

## Bekende (ex-)spelers en (ex-)trainers
- Kristof Arys
- Geert Broeckaert
- James Lahousse
- Kevin Pecqueux